# Laukiz
Laukiz (spanisch Lauquíniz) ist eine Gemeinde mit 1.245 Einwohnern (Stand: 2024) in der Provinz Bizkaia im spanischen Baskenland. Die Gemeinde besteht aus den Ortschaften Aurrekoetxe, Agirre, Elexalde, Mendiondo (mit der Neubausiedlung Unbe-Mendi) und Mentxakaeta. Der Verwaltungssitz befindet sich in Elexalde.

## Geographische Lage
Laukiz befindet sich etwa zwölf Kilometer nördlich von Bilbao in einer Höhe von ca. 55 m.

## Einwohnerentwicklung
| 1900 | 1910 | 1920 | 1930 | 1940 | 1950 | 1960 | 1970 | 1981 | 1991 | 2001 | 2011 | 2021 |
| ---- | ---- | ---- | ---- | ---- | ---- | ---- | ---- | ---- | ---- | ---- | ---- | ---- |
| 500  | 501  | 520  | 581  | 647  | 601  | 565  | 515  | 1050 | 979  | 1005 | 1138 | 1237 |

## Sport
Im Jahr 2023 führte die 1. Etappe der 110. Austragung der Tour de France durch Laukiz. Auf der BI-3112 wurde bei der Neubausiedlung Unbe-Mendi unter dem Namen Côte de Laukiz (211 m) eine Bergwertung der 3. Kategorie abgenommen. Diese sicherte sich der Däne Jonas Gregaard.

## Sehenswürdigkeiten
- Martinskirche (Iglesia de San Martín) von 1738
- Rathaus

## Persönlichkeiten
- Estepan Urkiaga Basarats (genannt Lauaxeta, 1905–1937), Dichter und Journalist